# Reinier Honig
Reinier Honig (né le 28 octobre 1983 à Heemskerk) est un coureur cycliste néerlandais. Il a notamment remporté le Circuit de Getxo en 2008 et le championnat d'Europe de demi-fond en 2019.

## Biographie
En décembre 2019, il court pour l'équipe sponsorisée par le site Internet ProCyclingStats.

## Palmarès sur route

### Par année
- 1999
  -  Champion des Pays-Bas sur route cadets
- 2000
  -  Champion des Pays-Bas sur route juniors
- 2001
  -  Champion des Pays-Bas sur route juniors
  - Tour de Münster juniors :
    - Classement général
    - 2e étape

  - 2e étape des Deux Jours de Heuvelland
- 2003
  - 3e étape du Tour de Gironde
  - Grand Prix Criquielion
- 2004
  - Classic 2000 Borculo
- 2005
  - 2e du championnat des Pays-Bas sur route espoirs
- 2006
  - 3e du championnat des Pays-Bas élites sans contrat
- 2007
  - Dorpenomloop Rucphen
  - 2e du Tour d'Estrémadure
  - 2e du Ronde van Midden-Nederland
  - 3e du Ronde van Zuid-Oost Friesland
- 2008
  - Circuit de Getxo
  - 2e du Grand Prix Beeckman-De Caluwé
- 2011
  - 3e du championnat des Pays-Bas sur route
- 2013
  - 3e de la World Ports Classic
- 2014
  - 3e de la Race Horizon Park 1
- 2018
  - 1re étape du Tour de Lleida
  - 2e du Tour de Lleida
- 2019
  - 2e étape du Tour du Costa Rica

### Classements mondiaux
| Année           | 2006 | 2007 | 2008 | 2009 | 2010   | 2011 | 2012 | 2013 | 2014 | 2015 | 2016   | 2017   | 2018 | 2019 | 2020 |
| --------------- | ---- | ---- | ---- | ---- | ------ | ---- | ---- | ---- | ---- | ---- | ------ | ------ | ---- | ---- | ---- |
| UCI Asia Tour   |      |      |      |      |        |      | 271e |      |      |      |        |        |      |      |      |
| UCI Europe Tour | 571e | 328e | 117e | 253e | 1 032e | 330e | 378e | 384e | 397e |      | 1 252e | 1 492e |      |      | 761e |

## Palmarès sur piste

### Championnats d'Europe
- 2008
  -  Médaillé d'argent du demi-fond
- Berlin 2017
  -  Médaillé d'argent du demi-fond
- 2018
  -  Médaillé d'argent du demi-fond
- Pordenone 2019
  -  Champion d'Europe de demi-fond
- Pordenone 2023
  -  Champion d'Europe de demi-fond

### Championnats nationaux
- Champion des Pays-Bas de l'omnium cadets : 1999
- Champion des Pays-Bas de demi-fond : 2005, 2006, 2007, 2008, 2017, 2018, 2019, 2020, 2022 et 2024
- Champion des Pays-Bas de course derrière derny : 2018 et 2023